# Vuolit Rávdoroggejávri
Vuolit Rávdoroggejávri och Bajit Rávdoroggejávri, eller Rauduroggijävri är en sjö i Finland. Den ligger i kommunen Utsjoki i landskapet Lappland, i den norra delen av landet, 1 000 km norr om huvudstaden Helsingfors. Vuolit Rávdoroggejávri ligger 223,2 meter över havet. Arean är 15,8 hektar och strandlinjen är 3,25 kilometer lång. Sjön  ingår i Tana älvs huvudavrinningsområde.   Omgivningarna runt Vuolit Rávdoroggejávri är i huvudsak ett öppet busklandskap.